# J.A.G. Acke
Johan Axel Gustaf Acke dit J.A.G. Acke, né à Stockholm le 7 avril 1859 et mort le 5 septembre 1924 à Vaxholm, est un peintre suédois.

## Biographie
Il étudie à l'école des beaux-arts de 1876 à 1881 et voyage aux Pays-Bas, en Belgique, en France, en Italie et en Finlande où il reste plusieurs années. En 1929, une de ses marines datant de 1910, conservée de nos jours au musée national de Stockholm, est exposée à l'Exposition d'Art suédois aux Tuileries.

## Galerie

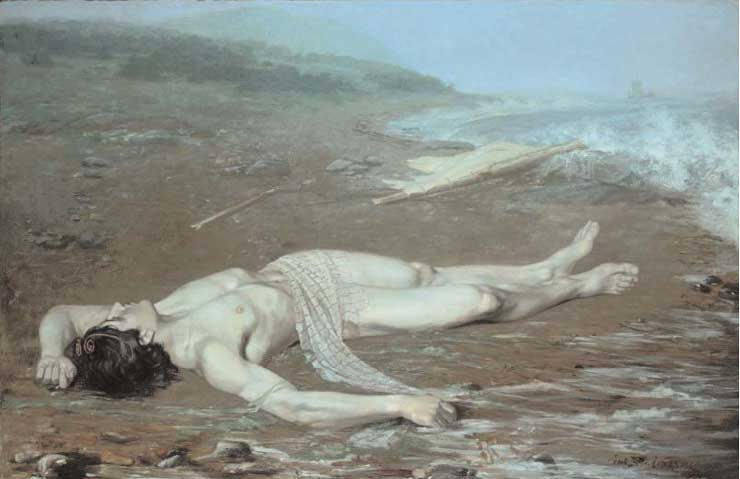
Le Corps de Léandre à terre
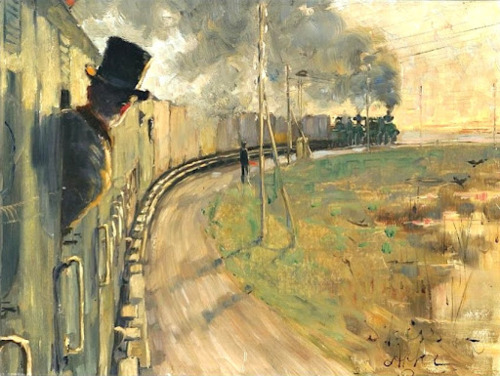
Dans le train
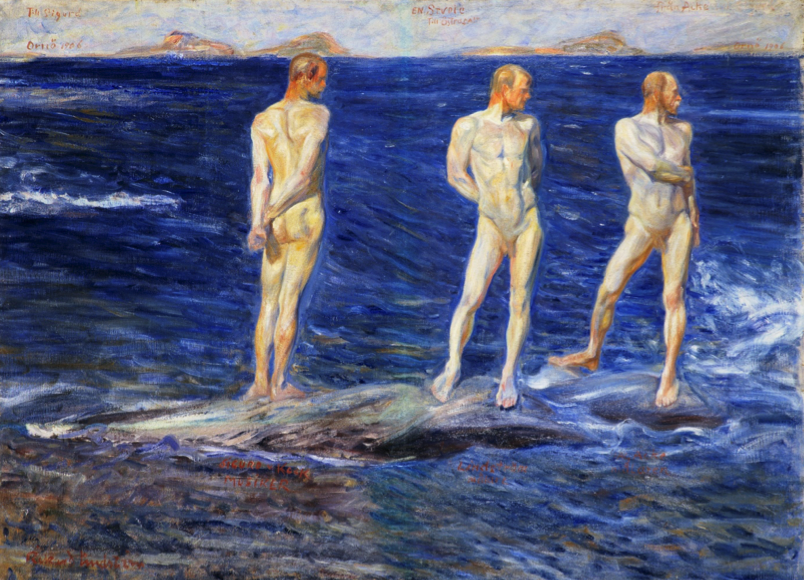
Östrasalt à la villa Akleja
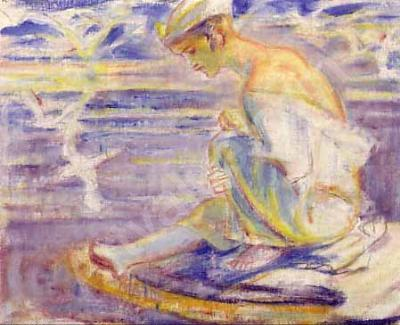
La Fille aux mouettes